# بوب بولدر
بوب بولدر (بالإنجليزية: Bob Bolder)‏ هو لاعب كرة قدم بريطاني في مركز حراسة المرمى، ولد في 2 أكتوبر 1958 في دوفر في المملكة المتحدة. لعب مع تشارلتون أثلتيك وشيفيلد وينزداي ونادي سندرلاند ونادي ليفربول ونادي مارغيت.

## وصلات خارجية
- بوب بولدر على موقع قاعدة بيانات كرة القدم.إي يو (الإنجليزية)
- بوب بولدر على موقع عالم كرة القدم.نت (الإنجليزية)